# Лазар Ракић
Лазар Ракић (Надаљ, 22. децембар 1929 — Надаљ, 27. октобар 1992) био је српски историчар. Бавио се историјом Војводине од 1848–1919. и Радикалном странком.
Рођен је у Надаљу у земљорадничкој породици, од оца Уроша и мајке Латинке. Основну школу је завршио у Надаљу, а гимназију у Бечеју. После рата, у време принудног откупа пољопривредних производа, као гимназијалац, Ракић се побунио па је више месеци провео у затвору. Дипломирао је на Филозофском факултету у Београду, на групи за историју.
Радио је као професор у Учитељској школи у Вршцу, на Радничком универзитету „Ђуро Салај“ у Београду, Другој експерименталној гимназији у Зрењанину и гимназији „Светозар Марковић“ у Новом Саду. Као просветни саветник радио је у Међуопштинском педагошком заводу из Новог Сада.
Одбранио је докторску дисертацију 1971. на Филозофском факултету у Новом Саду. За доцента је истом факултету је изабран 1974. за ванредног професора 1983. и редовног професора 1986. Предавао је историју народа Југославије у новом веку и методику наставе историје. Објавио је око 180 научних и стручних радова.
Извршио је самоубиство у надаљском атару 27. октобра 1992. након низа породичних несрећа (погибије сина јединца и смрти супруге).

## Књиге
- Радикална странка у Војводини до почетка XX века (1975)
- Радикална странка у Војводини (1902—1919) (1983)
- Јаша Томић (1856—1922) (1986)
- Надаљ (1988)